# コメッツァノ＝チッツァーゴ
コメッツァノ＝チッツァーゴ（伊: Comezzano-Cizzago）は、イタリア共和国ロンバルディア州ブレシア県にある、人口約4,000人の基礎自治体（コムーネ）。

## 地理

### 位置・広がり

#### 隣接コムーネ
隣接するコムーネは以下の通り。
- カステルコヴァーティ
- カストレッツァート
- キアーリ
- コルツァーノ
- オルツィヴェッキ
- ポンピアーノ
- ロッカフランカ
- トレンツァーノ

### 地震分類
イタリアの地震リスク階級 (it) では、3 に分類される
。